# Dům Modrá štika
Dům Modrá štika, dříve U Modré štiky, původně německy Zum blauen Hecht, se nachází v Městské památkové zóně Karlových Varů v lázeňské části města v ulici Stará louka 336/46. Byl postaven v roce 1859.

## Historie
Na místě stával barokní dům jménem Goldener Löwe (česky Zlatý lev) s dvěma hrázděnými patry a typickým středním vikýřem. V letech 1858–1859 zde nechal Wilhelm Weisshaupt vystavět nový zděný dům. Oproti předchozímu domu byl navýšen o jedno patro. Plány vypracoval karlovarský stavitel Georg Fülla, stejně jako u sousedního domu Bílá holubice, ve stylu romantického historismu. Dům dostal jméno Zum blauen Hecht.
V roce 1896 byly podle projektu karlovarského stavitele Josefa Walderta na terasních opěrných zdech ve dvoře zbudovány terasové zahrady se třemi úrovněmi.
V roce 1898 nechal restauratér Wilhelm Weisshaupt upravit fasádu s osazením balkónů. Stavitel Josef Waldert realizoval úpravu podle svého projektu ve stylu přísného historismu, v podobě italské novorenesance.

## Ze současnosti
V roce 2014 byl dům uveden v Programu regenerace Městské památkové zóny Karlovy Vary 2014–2024 v části II. (tabulková část 1–5 Přehledy) v Seznamu památkově hodnotných objektů na území MPZ Karlovy Vary a jejich aktuální stav s vyjádřením vyhovující.
V současnosti (duben 2023) je budova evidována jako bytový dům s osmi bytovými jednotkami v majoritním vlastnictví společnosti K-MARIGONA s.r.o.

## Popis
Dům o čtyřech podlažích s mansardovou obytnou nástavbou a čtyřosým uličním průčelím s balkóny se nachází v centru lázeňské části Karlových Varů na levém břehu řeky Teplé, na Staré louce 336/46.

## Zajímavost
V padesátých letech 20. století v domě Modrá štika bydlel zpěvák, herec a muzikant Waldemar Matuška.